# Jules Duclaux-Monteil
Jules Duclaux-Monteil, né le 31 juillet 1848 à Vernaison (Rhône) et mort le 28 mars 1939 à Paris 8e, est un homme politique français.

## Biographie
Propriétaire terrien, il succède à son père comme maire des Vans et conseiller général, malgré plusieurs invalidations. Il reste conseiller général jusqu'en 1930, et préside le conseil général de 1928 à 1930. Après deux échecs, il est élu député de l'Ardèche en 1902, et conserve ce siège jusqu'en 1930, date à laquelle il est élu sénateur. Il siège au Sénat jusqu'en 1939. À la Chambre, il siège avec les progressistes puis à la Fédération républicaine. Il est questeur de la Chambre de 1920 à 1928.

## Sources
- « Jules Duclaux-Monteil », dans le Dictionnaire des parlementaires français (1889-1940), sous la direction de Jean Jolly, PUF, 1960 [détail de l’édition]